# Narciso dos Santos
Narciso dos Santos (Neópolis, 23 dicembre 1973) è un ex calciatore brasiliano, di ruolo centrocampista, tecnico delle giovanili del Santos.

## Carriera

### Club
Narciso inizia la carriera nel piccolo club paulista del Paraguaçense, trasferendosi al Santos nel 1994, restandovi per 4 anni, fino al 1998, anno nel quale si trasferisce al Flamengo. Nel 2000 gli viene diagnosticata la leucemia, superata grazie ad un trapianto di midollo, tornando a giocare nel 2003.
In seguito ha allenato le giovanili del Santos.

### Nazionale
Con la nazionale di calcio brasiliana ha totalizzato 19 presenze, di cui 9 nella selezione Olimpica e 10 in quella maggiore. Ha partecipato alla Copa América 1995 e a Atlanta 1996.

## Palmarès

### Club

#### Competizioni nazionali
- Campionato brasiliano: 1

Santos: 2004
- Torneo Rio-San Paolo: 1

Santos: 1997

#### Competizioni internazionali
- Coppa CONMEBOL: 1

Santos: 1998

### Nazionale
- Bronzo olimpico: 1

Atlanta 1996

### Individuale
- Bola de Prata: 1

1998